# Cartoceto
Cartoceto ist eine italienische Gemeinde in der Region Marken mit 8052 Einwohnern (Stand 31. Dezember 2023), gelegen in der nördlichsten Provinz Pesaro und Urbino.

## Geographie
Cartoceto liegt 14 Kilometer von der Hafenstadt Fano entfernt in den Hügeln, welche der adriatischen Küste vorgelagert sind.
Die Gemeinde ist unterteilt in verschiedene Ortsteile: Lucrezia, Molinaccio, Pontemurello, Ripalta, Salomone und Sant’Anna. Der Hauptort Cartoceto selbst, der auch Sitz der Gemeindeverwaltung ist, befindet sich auf einer Höhe von 235 m über NN. Durch die geographische Position herrscht dort ein ideales Klima für den Anbau von Oliven.

## Geschichte
Die Entstehung des Ortes geht wahrscheinlich auf die Karthager zurück, welche in der Schlacht am Metauro (207 v. Chr.) vom römischen Heer geschlagen wurden und sich in die umliegenden Hügel zurückzogen. Aus römischer Zeit stammen die Goldenen Bronzen von Cartoceto di Pergola, die in der Nähe des Ortes gefunden wurden.
Bereits seit dem 12. Jahrhundert werden rund um den Ort Oliven angebaut und seither gilt die hohe Qualität der erzeugten Öle als Markenzeichen des Ortes. Daneben werden weitere hochwertige Produkte wie der autochthone „Bianchello del Metauro“ und die Sangiovese-Traube zur Weinherstellung angebaut. In Höhlen gereifter Schafskäse rundet das kulinarische Portfolio der Gemeinde ab.

## Söhne und Töchter der Gemeinde
- Girolamo Rusticucci (1537–1603), Bischof von Senigallia und Kardinal